# 中藤淳
中藤 淳（なかふじ あつし、1954年 - ）は、日本の心理学者。愛知県立大学教育福祉学部教授。

## 来歴・人物
長野県松本市生まれ。
1973年（昭和48年）長野県松本県ヶ丘高等学校卒業。1981年（昭和56年）信州大学人文学部を経て、名古屋大学大学院文学研究科博士課程前期課程修了。愛知県立大学教育福祉学部教授。専門は心理学（臨床心理学）。
エピソード
高校時代（1970年－1973年）には、大阪市立大学教授の保尊隆享とは同じ小林初命（古文）教室のクラスメイトでもある
。

## 所属学会
- 日本心理学会
- 東海心理学会
- 日本心理臨床学会

## 著作論文・共著編
- 『心理から教育へ』中藤淳(共著) ナカニシヤ出版 1994年
- 『ゲシュタルト心理学の原理』中藤淳(共訳) 福村出版 1988年
- 『心身に障害をもった子供とその母親について』中藤淳 愛知県立大学文学部論集 (43)31 1994年
- 『現代の若者の精神保健の動向(5)－進学との関係について』中藤淳 愛知県立大学教育福祉学部論集,64,87-99 (2016-01-29)
- 『現代の若者の精神保健の動向(4)－結婚との関係について』中藤淳 愛知県立大学教育福祉学部論集,63,51-60 (2015-03-03)
- 『現代の若者の精神保健の動向(3)－収入や雇用、就職との関係について』中藤淳 愛知県立大学教育福祉学部論集,62,99-107 (2014-02-14)
- 『現代の若者の精神保健の動向(2)－精神保健上の変化の要因について』中藤淳 愛知県立大学教育福祉学部論集,61,91-100 (2013-02-27)
- 『現代の若者の精神保健の動向(1)－精神保健上の変化について』中藤淳 愛知県立大学教育福祉学部論集,60,35-46 (2011)
- 『「他者への共感・コミュニケーションの障害」の予防・改善－国立療養所鈴鹿病院での症例を中心に』中藤淳 社会福祉研究,1(2),59-68 (2000-03-01)

ほか